# José Maria Xavier
Padre José Maria Xavier (São João del-Rei, 23 de agosto de 1819 — São João del-Rei, 22 de janeiro de 1887) foi um padre católico e compositor de música sacra.

## Dados biográficos inciais
Padre José Maria nasceu em São João del-Rei, Minas Gerais, filho de João Xavier da Silva Ferrão e Maria José Benedita de Miranda. 
Realizou estudos de música, canto, clarineta e violino, com o tio, o compositor e professor Francisco de Paula Miranda. É o patrono da cadeira de número 12 da Academia Brasileira de Música.

## Obras
São conhecidas mais de cem obras de José Maria Xavier, muitas de grandes dimensões, conservadas em arquivos de manuscritos musicais de Minas Gerais, São Paulo, Rio de Janeiro e Goiás. Suas Matinas do Natal foram editadas na Alemanha e são raro exemplo de música sacra oitocentista mineira com partitura impressa. É autor de obras para o Ofício de Ramos, os Ofícios de Trevas e Sexta-Feira Maior que são tocadas até hoje nas celebrações da Semana Santa em São João del-Rei. e novenas.

## Reconhecimento
Em 1872, recebeu a Medalha de Prata da V Semana Industrial Mineira como prêmio por suas obras. São muitas as referências a ele em obras literárias e históricas, assim como em relatos de viagens e diários. 
O imperador Pedro II a ele se refere em seu diário e menciona admiração pela obra do compositor, ouvida em uma de suas viagens (1881) e considerada a melhor obra mineira que conheceu.
Existe um conservatório público homônimo em São João del-Rei, em funcionamento desde 1953. Em 2019, seu 200º aniversário, ocorreram festejos em comemoração à efeméride.